# Alegeri în Lituania
Lituania alege la nivel național un șef de stat-președinte și o legislatură. Președintele este ales pentru cinci ani în mod direct de către electorat. Parlamentul (Lietuvos Respublikos Seimas) are 141 de membri, aleși pentru patru ani, cu 71 de membri aleși în scaun unic și 70 de membri aleși prin reprezentare proporțională. Lituania are un sistem multi-partid, în care niciun partid nu are adesea o șansă de a deține puterea. Părțile trebuie să colaboreze pentru a forma guverne de coaliție.

## Ultimele alegeri
- Parlamentare: 1996, 2000, 2004, 2008.
- Locale/municipale: 1995, 1997, 2000, 2002, 2007.
- Europarlamentare: 2004 (13 locuri), 2009 (12 locuri).
- Referendum: 2003, 2008.
- Prezidențiale: 1993 (Algirdas Brazauskas), 1997 (Valdas Adamkus), 2002 (Rolandas Paksas — pus sub acuzare în 2004), 2004 (Valdas Adamkus), 2009 (Dalia Grybauskaité).

## Alegeri viitoare
- Parlamentare: 2012
- Europarlamentare: 2011
- Prezidențiale: 2014

## Majoritatea guvernamentală
Astăzi există o coaliție de centru-dreapta, condusă de prim-ministrul Andrius Kubilius. Acesta controlează 72 din cele 141 de locuri și este format din:
- Patria Uniune (46 locuri);
- Partidul Renașterea Națională (16 locuri);
- Liberalii din Republica Lituania (11 locuri).